# Ángel Román Martínez
Ángel Román Martínez (11 de julio de 1984) es un deportista puertorriqueño que compitió en taekwondo. Ganó tres medallas en el Campeonato Panamericano de Taekwondo entre los años 2004 y 2010.

## Palmarés internacional
| Campeonato Panamericano | Campeonato Panamericano          | Campeonato Panamericano | Campeonato Panamericano |
| Año                     | Lugar                            | Medalla                 | Categoría               |
| ----------------------- | -------------------------------- | ----------------------- | ----------------------- |
| 2004                    | Santo Domingo ( Rep. Dominicana) | Medalla de bronce       | –78 kg                  |
| 2008                    | Caguas (Puerto Rico)             | Medalla de bronce       | –84 kg                  |
| 2010                    | Monterrey (México)               | Medalla de plata        | –87 kg                  |